# 自由黎巴嫩國
自由黎巴嫩國 (Dawlat Lubnān al-Ḥurra) 是西亞一個未被承認的分離主義國家，不過它得到了以色列以及美国福音派的支持。但在1984年該國創始人去世后，自由黎巴嫩國迅速垮台。